# Chili op de Olympische Zomerspelen 1924
Chili nam deel aan de Olympische Zomerspelen 1924 in Parijs, Frankrijk. Het was de vierde deelname van het land. Marathonloper Manuel Plaza droeg de nationale vlag tijdens de openingsceremonie.
Dertien mannen namen deel in vijf olympische sportdisciplines. In de atletiek werd voor de vierdemaal deelgenomen, in de wielersport voor de tweedemaal en in het boksen, schermen en tennis voor de eerstemaal.

## Deelnemers en resultaten

### Atletiek
| Olympiër       | Onderdeel        | Resultaat | Prestatie                                        |
| -------------- | ---------------- | --------- | ------------------------------------------------ |
| Alfredo Ugarte | 110 m horden (m) | series    | serie 2: 3de                                     |
| Humberto Lara  | 400 m horden (m) | 12e       | serie 1: 2de in 56,5 halve finale 2: 6de in 59,0 |
| Manuel Plaza   | marathon (m)     | 6e        | 2:52.54                                          |

### Boksen
| Olympiër            | Onderdeel    | Resultaat | Prestatie |
| ------------------- | ------------ | --------- | --- |
| Carlos Usaveaga     | -53,5 kg (m) | 17e       | 1ste ronde: V van USA Tripoli: punten                                                                             |
| Carlos Abarca       | -57,2 kg (m) | 5e        | 1ste ronde: W van SWE Bergman: punten 2de ronde: W van ESP Bautista: punten kwartfinale: V van USA Fields: punten |
| Zorobabel Rodríguez | -61,2 kg (m) | 5e        | 1ste ronde: V van DEN Nielsen: punten                                                                             |
| Luis Correa         | -79,4 kg (m) | 17e       | 1ste ronde: V van FRA Rossignon: punten                                                                           |

### Schermen
| Olympiër         | Onderdeel | Resultaat | Prestatie |
| ---------------- | --------- | --------- | --- |
| Rafael Fernández | sabel (m) | 30e       | 1ste ronde groep G: 5de V van ITA Bertinetti: 3-4 W van USA Castner: 4-3 V van NED van Dulm: 1-4 V van BEL Berck: 4-1 W van ESP de Olivares: 4-1 |

### Tennis
| Olympiër                       | Onderdeel      | Resultaat | Prestatie                                                                                                  |
| ------------------------------ | -------------- | --------- | --- |
| Domingo Torralva               | enkelspel (m)  | 65e       | 1ste ronde: V van ESP Flaquer: 4-6, 6-3, 0-6, 0-6                                                          |
| Luis Torralva                  | enkelspel (m)  | 33e       | 1ste ronde: vrij 2de ronde: V van FRA Borotra: 7-9, 5-7, 5-7                                               |
| Domingo Torralva Luis Torralva | dubbelspel (m) | 17e       | 1ste ronde: W van ROU Roman/Lupu: 7-5, 6-2, 6-3 2de ronde: V van RSA Condon/Richardson: 2-6, 1-6, 6-4, 2-6 |

### Wielersport
| Olympiër        | Onderdeel  | Resultaat | Prestatie                                           |
| --------------- | ---------- | --------- | --------------------------------------------------- |
| Ricardo Bermejo | 50 km (m)  | 8-36e     |                                                     |
| F. R. Juillet   | 50 km (m)  | 8-36e     |                                                     |
| Alejandro Vidal | 50 km (m)  | 8-36e     |                                                     |
| Ricardo Bermejo | sprint (m) | 1e ronde  | serie 4: 2de 1ste ronde herkansingen: 2de           |
| F. R. Juillet   | sprint (m) | DNF       | serie 12: 3de 1ste ronde herkansingen: niet gestart |
| Alejandro Vidal | sprint (m) | DNF       | serie 5: 2de 1ste ronde herkansingen: niet gestart  |

Argentinië · Australië · België · Brazilië · Brits-Indië · Bulgarije · Canada · Chili · Cuba · Denemarken · Ecuador · Egypte · Estland · Filipijnen · Finland · Frankrijk · Griekenland · Groot-Brittannië · Haïti · Hongarije · Ierland · Italië · Japan · Joegoslavië · Letland · Litouwen · Luxemburg · Mexico · Monaco · Nederland · Nieuw-Zeeland · Noorwegen · Oostenrijk · Polen · Portugal · Roemenië · Spanje · Tsjecho-Slowakije · Turkije · Uruguay · Verenigde Staten · Zuid-Afrika · Zweden · Zwitserland